# Pilea nutans
Pilea nutans är en nässelväxtart som först beskrevs av Eduard Friedrich Poeppig, och fick sitt nu gällande namn av Hugh Algernon Weddell. Pilea nutans ingår i släktet pileor, och familjen nässelväxter. Inga underarter finns listade i Catalogue of Life.